# Linda Blair
Linda Denise Blair (St. Louis, Missouri, 22 de gener de 1959) és una actriu i activista estatunidenca. Va interpretar a Regan MacNeil a la pel·lícula de terror L'exorcista (1973), per la qual va guanyar un Globus d'Or i va rebre una nominació per a un Oscar. La pel·lícula la va establir com una icona de terror i scream queen; va repetir el paper a la seqüela L'exorcista 2: L'heretge (1977), per la qual va obtenir una nominació al Premi Saturn.

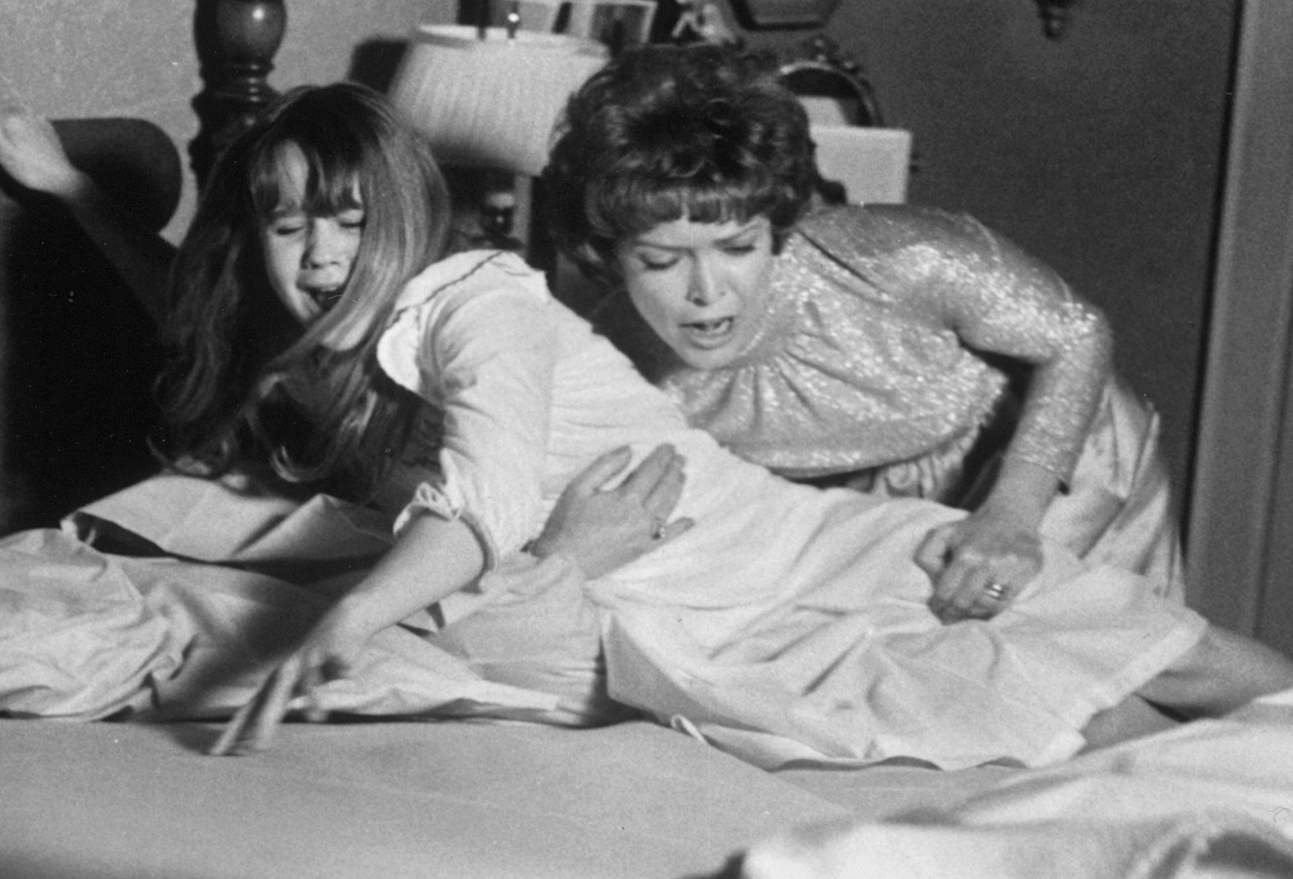
Linda Blair i Ellen Burstyn a "L'exorcista"

Blair va protagonitzar nombroses pel·lícules de televisió, com ara Born Innocent (1974), Sarah T. – Portrait of a Teenage Alcoholic (1975), i Stranger in Our House (1978), abans d'establir-se com a sex symbol a la pel·lícula musical Roller Boogie (1979). La dècada de 1980 la va tenir protagonitzada en nombroses pel·lícules de terror i explotació, inclosa el slasher Hell Night (1981), el drama de la presó Chained Heat (1983), i el thriller de culte grindhouse Savage Streets (1984). Al llarg de la dècada de 1990, Blair va aparèixer en diverses pel·lícules independents i pel·lícules B, així com en diversos crèdits de televisió. Va ser la presentadora de la sèrie de realitat Fox Family Scariest Places on Earth (2000–2006) i va tenir aparicions regulars a la sèrie Animal Planet Pit Boss (2010–2012).
Blair és un activista destacada del moviment pels drets dels animals. El 2004, va fundar la Linda Blair WorldHeart Foundation, una organització sense ànim de lucre que serveix per rehabilitar i adoptar animals de rescat. Reconeguda vegana, va ser coautora del llibre Going Vegan! l'any 2001.

## Primers anys
És filla de James Frederick i Elinore (née Leitch) Blair. Té una germana gran, Debbie, i un germà gran, Jim. Quan Blair tenia dos anys, el seu pare, un pilot de proves de l'Armada es va convertir en reclutador, va agafar una feina a la ciutat de Nova York i la família es va traslladar a Westport (Connecticut). La seva mare treballava com a agent immobiliari a Westport. Linda va treballar com a model infantil als cinc anys, i va aparèixer als catàlegs de Sears, J.C. Penney, i Macy's, i en més de 70 anuncis publicitaris de melmelades de raïm Welch's i diverses altres empreses. Blair fou contractada als sis anys per a una sèrie d'anuncis impresos a The New York Times. A la mateixa edat va començar a muntar a cavall, i després es va convertir en una consumada eqüestre.

## Carrera
Blair va començar a actuar amb un paper habitual a l'efímera telenovel·la diürna Hidden Faces (1968–69). La seva primera aparició al cinema va ser a The Way We Live Now (1970), seguida d'una bit part a la comèdia The Sporting Club (1971). El 1972, Blair Blair va ser seleccionada d'un grup de 600 candidats pel seu paper més notable com a Regan, la posseïda filla d'una famosa actriu, a L'exorcista (1973) de William Friedkin. El paper li va valer un Globus d'Or a la millor actriu secundària i una nominació a l'Oscar a la millor actriu secundària. El crític i historiador de cinema Mark Clark assenyala que en la seva actuació, "Blair coincideix [coprotagonista adulta] Ellen Burstyn nota per nota." Malgrat els èxits crítics de la pel·lícula, Blair va rebre l'escrutini dels mitjans pel seu paper a la pel·lícula, que va ser considerat per alguns com "blasfema", i Blair ha dit que la pel·lícula va tenir un impacte significatiu en la seva vida i carrera. Després de l'estrena de la pel·lícula el desembre de 1973, alguns periodistes van especular sobre l'estat mental de Blair, suggerint que el procés de rodatge havia donat com a resultat que ella tingués un trastorn mental, que Blair va negar, i més tard va rebre amenaces de mort anònimes. Per combatre els rumors i les especulacions d els mitjans al seu voltant, Warner Bros. va enviar la Blair, de 14 anys, a una gira internacional de premsa amb l'esperança de demostrar que era "només una adolescent normal".
Blair va protagonitzar al costat de Kim Hunter la controvertida pel·lícula de televisió Born Innocent (1974), en la qual interpreta a una adolescent fugitiva que pateix abusos sexuals. La pel·lícula va ser criticada per la National Organization for Women, la New York Rape Coalition i nombroses organitzacions de defensa dels drets de gais i lesbianes per la seva representació de l'abús sexual entre dones; la Lesbian Feminist Liberation va desestimar la pel·lícula, afirmant: "Els homes violen, les dones no" i van considerar la pel·lícula com "propaganda contra lesbianes". Després de la filmació de Born Innocent, Blair també va tenir un paper secundari com a pacient adolescent amb trasplantament de ronyó a la pel·lícula de desastres Airport 1975 (1974), que va ser destrossada per la crítica, però va ser un èxit a taquilla. Una sèrie constant d'ofertes de feina va portar Blair a traslladar-se a Los Angeles el 1975, on va viure amb la seva germana gran, Debbie. Entre 1975 i 1978, va tenir papers principals en nombroses pel·lícules de televisió: Sarah T. – Portrait of a Teenage Alcoholic (1975), quan era una adolescent que es torna addicta a l'alcohol; Sweet Hostage (1975) al costat de Martin Sheen, on interpreta una víctima d'un segrest; i Victory at Entebbe (1976), una dramatització d'una situació d'ostatges de la vida real protagonitzada per Anthony Hopkins i Elizabeth Taylor.
El 1977, Blair va repetir el seu paper de Regan a la seqüela de L'exorcista, L'exorcista 2: L'heretge (1977), obtenint una nominació al Premi Saturn a la millor actriu de 1978. La pel·lícula va ser un fracàs crític i comercial, però, i en aquell moment va ser la pel·lícula més cara mai feta per Warner Bros. Studios. Després de filmar L'exorcista 2: L'heretge, Blair es va prendre un any de descans i va competir en circuits eqüestres nacionals sota el pseudònim Martha McDonald. El 1978, va tornar a actuar a la pel·lícula de terror de televisió dirigida per Wes Craven Stranger in Our House (retitulada Summer of Fear), basada en la novel·la de Lois Duncan, i també amb el paper principal a la producció canadenca Wild Horse Hank, en què va utilitzar les seves habilitats eqüestres per interpretar una estudiant universitària que salva cavalls salvatges dels ranxers.
La carrera de Blair va donar un nou gir el 1979 amb el seu paper protagonista al drama musical Roller Boogie, que la va establir com a sex symbol. L'any següent, va protagonitzar amb Dirk Benedict a Ruckus, interpretant una dona jove que ajuda a un veterà del Vietnam calumniat a evadir els locals antagònics d'una petita ciutat. També va protagonitzar una sèrie de pel·lícules d'explotació i terror de baix pressupost econòmicament reeixides durant gran part de la dècada de 1980. Va protagonitzar al costat de Peter Barton i Vincent Van Patten la pel·lícula slasher Hell Night (1981), seguida de papers a pel·lícula de dones a la presó Chained Heat (1983), interpretant a una adolescent en una presó de dones, i el thriller d'explotació Savage Streets (1984), en què interpreta el paper d'una banda de vigilants femenines que assenyalen als violadors masculins. En una ressenya de Savage Streets publicada per TV Guide, la seva actuació va ser considerada "la millor des de L'exorcista (1973)... i això no vol dir gran cosa." També el 1983, Blair va posar nua en un número de Playboy. El 1985, Blair va tornar a protagonitzar un altre llargmetratge sobre dones a la presó titulat Red Heat, interpretant un presoner de guerra a Alemanya Occidental. Va ser seguit per un protagonisme a la pel·lícula directe a vídeo Night Force (1985), en què Blair va interpretar una dona que viatja a Mèxic per salvar la seva amiga dels terroristes.

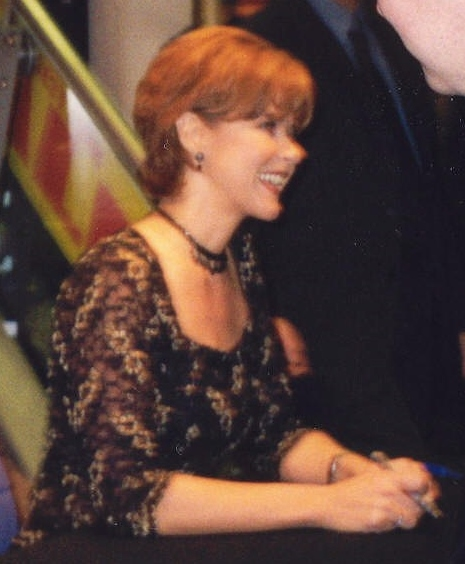
Blair el 1999

L'era de la carrera de Blair entre 1980 i 1985 va estar marcada per una certa reacció crítica, amb Blair guanyant un total de cinc nominacions als premis Razzie i guanyant dos Razzies a la pitjor actriu. A finals de la dècada de 1980, va treballar en nombroses pel·lícules de terror de baix pressupost, com ara Grotesque (1988), al costat de Tab Hunter, i la producció italiana Witchery (1988), al costat de David Hasselhoff. L'any següent, va protagonitzar la comèdia romàntica Up Your Alley al costat de Murray Langston, i la parodia de l’exorcista Repossessed el 1990, coprotagonitzada per Leslie Nielsen. També va aparèixer en diverses pel·lícules de sèrie B d'Austràlia a principis dels anys noranta, inclosa Fatal Bond (1991) i Dead Sleep (1992).
El 1997, Blair es va reunir amb el director Wes Craven per fer un cameo com a reportera a Scream (1996), i també va protagonitzar un revival a Broadway de Grease, interpretant Rizzo. També el 1997, va aparèixer en un documental per a Canal 4 al Regne Unit titulat Didn't You Used to be Satan?, que va servir com a biografia de la seva vida fins aquell moment i de com havia dominat la pel·lícula L'exorcista la seva carrera i la seva vida. Blair va aparèixer al documental del crític Mark Kermode de BBC de 1998 The Fear of God (que Kermode va dirigir i presentar), inclòs com a funció especial al DVD de L’exorcista. El 1999, Blair va aparèixer en una paròdia online de The Blair Witch Project titulada The Blair Bitch Project.

L'any 2000, va ser seleccionada com a habitual al programa de BBC Television, L.A. 7, i entre 2001 i 2003, va acollir els Scariest Places on Earth de Fox Family, una sèrie de telerealitat que perfilava ubicacions embruixades arreu del món. Blair dedica temps a una organització sense ànim de lucre que va establir l'any 2004, la Linda Blair WorldHeart Foundation, que treballa per rescatar i rehabilitar animals maltractats, abandonats i maltractats i proporcionar-los la cura de les mascotes. Com adulta, es va convertir en activista pels drets dels animals i humanitarista, treballant amb People for the Ethical Treatment of Animals, Feed the Children, Variety, the Children's Charity, i altres organitzations,així com la defensa de la sensibilització sobre la SIDA entre adolescents. Blair forma part de la junta d'assessors de l'de l'operació de la Sea Shepherd Conservation Society. A L'agost de 2005, després de l'huracà Katrina, Blair va viatjar a Mississipi i va salvar 51 gossos abandonats.
N’estic orgullosa d'això... però no té res a veure amb el que sóc com adulta. Crec que he estat extremadament educada a l'hora de respondre preguntes sobre L’exorcista gairebé tots els dies de la meva vida. 
El 2006, va actuar com a estrella convidada a la sèrie de televisió de The CW Supernatural interpretant el paper de la detectiva Diana Ballard, mentre ajuda a Sam i Dean Winchester a l'episodi "The Usual Suspects", que es va emetre el 9 de novembre de 2006. El 2008, va aparèixer al 18è Festival anual de cinema de fantasia i terror de Màlaga per acceptar un premi a tota la vida pel seu treball en el cinema de terror. Blair va aparèixer l'any següent al documental Confessions of a Teenage Vigilante, parlant del seu paper de Brenda a Savage Streets (1984). El documental es va incloure com a contingut extra a l'estrena en DVD de la pel·lícula el 2009.
El 2010, va aparèixer com ella mateixa a les sèries de cable Pit Boss i Jury Duty. Va aparèixer al documental de Rick Springfield del 2011 Affair of the Heart, i va ser panelista en un episodi del 2011 de The Joy Behar Show. A finals de 2011, Blair va aparèixer als Governors Awards gravats per a la cerimònia dels Premis Oscar de 2011, en homenatge al maquillador Dick Smith, que havia creat l'icònic maquillatge per a Blair a L’exorcista. El 2013, Blair va acceptar un paper a la sèrie web de comèdia Whoa!, i des de llavors ha aparegut al llargmetratge de 2016 The Green Fairy, i a les pel·lícules Surge of Power: Revenge of the Sequel (2016) i la propera Landfill (postproducció).
El 2022, Blair va competir a la temporada vuit de The Masked Singer] com a "Scarecrow". Abans que es puga anunciar la primera eliminació a "Fright Night", va interrompre a Nick Cannon declarant-se eliminada mentre afirmava que els seus companys concursants "Sir Bug a Boo" (que seria desemmascarat en el mateix episodi per ser Ray Parker Jr.) i "Snowstorm" (més tard desemmascarat com a Nikki Glaser) haurien d'enfrontar-se. Quan es va desenmascarar, Blair va elogiar aquest programa i va declarar que volia parlar de la seva organització benèfica per als animals anomenada Centre de Rescat i Benestar de la Fundació Linda Blair WorldHeart a la llum de la crisi animal del país i també per molestar a Ken Jeong.

## Vida personal

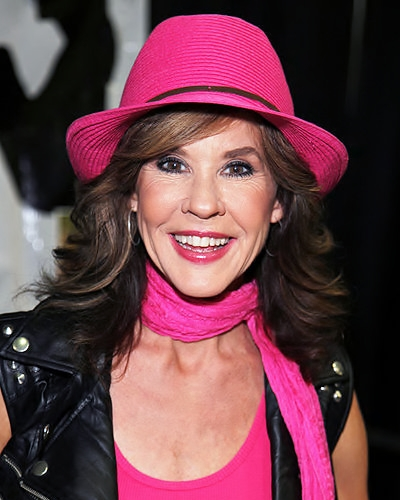
Blair el 2012

Als 15 anys, Blair va sortir amb el cantant australià Rick Springfield, de 25 anys aleshores, a qui va conèixer durant un concert al Whisky a Go Go. També va sortir amb el baixista de Deep Purple Glenn Hughes, i amb Neil Giraldo, guitarrista i futur marit de Pat Benatar. Entre finals de 1979 i mitjans de 1981, Blair va sortir amb el guitarrista de Styx Tommy Shaw. Blair també va sortir amb Jim Dandy Mangrum de la banda Black Oak Arkansas. A principis de la dècada de 1990, Blair mantenia una relació amb l'actor Wings Hauser.
En una entrevista de 1982 que acompanyava una imatge en topless a Oui, Blair va revelar que trobava a Rick James "molt sexy". James, a qui un membre del seu seguici va mostrar l’entrevista, va retornar el compliment a través d'un intermediari. Van sortir durant dos anys i James va escriure la seva cançó d'èxit "Cold Blooded" sobre ella. Parlant de la seva relació al seu llibre Glow: The Autobiography of Rick James, diu: "Linda era increïble. Un esperit lliure. Una ment bonica. Un cos al·lucinant. Li agradava pujar i baixar tant com jo ho feia. Vam posar en topless per a una fotografia que apareixia a tot arreu. No ens va importar. Estàvem fent les nostres coses a la nostra manera. Va ser una història d'amor que esperava que durés. No va ser". James va revelar que va descobrir que Blair havia quedat embarassada d'ell i va avortar sense dir-li-ho.

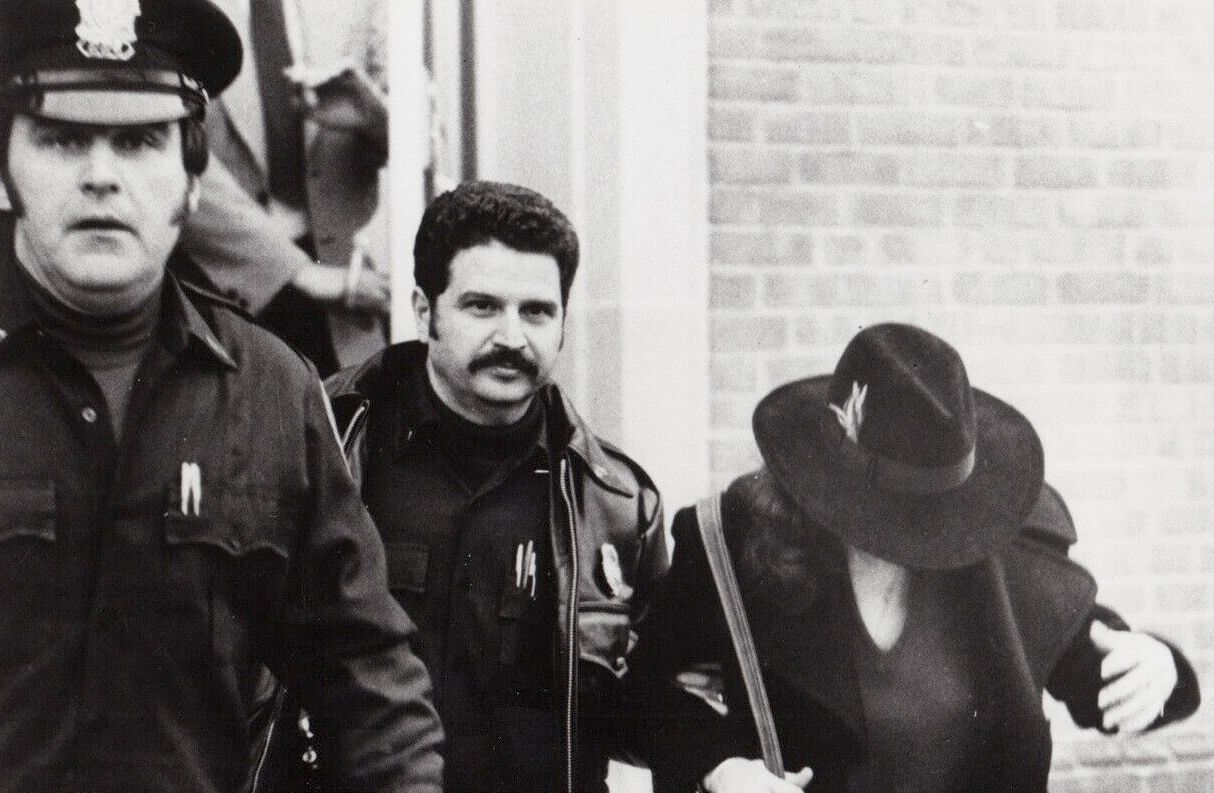
Foto de l'arrestament de Linda Blair el 1977

El 20 de desembre de 1977, als 18 anys, va ser arrestada per possessió de drogues i conspiració per vendre drogues. Es va declarar culpable d'un càrrec reduït de conspiració per posseir cocaïna, a canvi de tres anys de llibertat condicional. També va haver de fer almenys 12 aparicions públiques importants per explicar als joves els perills de l'abús de drogues.
Blair creu en el paranormal i dona suport al benestar animal. El 2004, va fundar la Linda Blair WorldHeart Foundation, una organització sense ànim de lucre que serveix per rehabilitar i adoptar animals rescatats. Va ser vegetariana durant 13 anys abans de convertir-se en vegana el 2001. Blair va ser coautora del llibre Going Vegan! el 2001.
El 2014, Blair va revelar que va ser tractada per una hèrnia umbilical. Des del 2015 Blair resideix a Coto de Caza, Califòrnia.

## Filmografia

### Cinema
| Any  | Títol                                                 | paper                         | Notes                                       | Ref.   |
| ---- | ----------------------------------------------------- | ----------------------------- | ------------------------------------------- | ------ |
| 1970 | The Way We Live Now                                   | Sara Aldridge                 |                                             | [ 10 ] |
| 1971 | The Sporting Club                                     | Barby                         |                                             | [ 11 ] |
| 1973 | L'exorcista                                           | Regan MacNeil                 |                                             | [ 47 ] |
| 1974 | Airport 1975                                          | Janice Abbott                 |                                             | [ 16 ] |
| 1974 | Born Innocent                                         | Chris Parker                  | Television film                             | [ 48 ] |
| 1975 | Sarah T. – Portrait of a Teenage Alcoholic            | Sarah Travis                  | Television film                             | [ 48 ] |
| 1975 | Sweet Hostage                                         | Doris Mae Withers             | Television film                             | [ 14 ] |
| 1976 | Victory at Entebbe                                    | Chana Vilnofsky               | Television film                             | [ 17 ] |
| 1977 | L'exorcista 2: L'heretge                              | Regan MacNeil                 |                                             | [ 18 ] |
| 1978 | Stranger in Our House                                 | Rachel Bryant                 | Telefilm; també conegut com: Summer of Fear | [ 19 ] |
| 1979 | Wild Horse Hank                                       | Hank Bradford                 |                                             | [ 20 ] |
| 1979 | Roller Boogie                                         | Terry Barkley                 |                                             | [ 21 ] |
| 1980 | Ruckus                                                | Jenny Bellows                 |                                             | [ 22 ] |
| 1981 | Hell Night                                            | Marti Gaines                  |                                             | [ 49 ] |
| 1983 | Chained Heat                                          | Carol Henderson               |                                             | [ 50 ] |
| 1984 | Night Patrol                                          | Oficial Sue Perman            |                                             | [ 21 ] |
| 1984 | Savage Streets                                        | Brenda                        |                                             | [ 51 ] |
| 1984 | Terror in the Aisles                                  | Regan MacNeil                 | Imatge d'arxiu                              | [ 52 ] |
| 1985 | Red Heat                                              | Christine Carlson             |                                             | [ 25 ] |
| 1985 | Savage Island                                         | Daly                          |                                             | [ 53 ] |
| 1987 | SFX Retaliator                                        | Doris                         | També coneguda com: The Heroin Deal         | [ 52 ] |
| 1987 | Nightforce                                            | Carla                         |                                             | [ 54 ] |
| 1988 | Moving Target                                         | Sally Tyler                   |                                             | [ 52 ] |
| 1988 | Grotesque                                             | Lisa                          |                                             | [ 28 ] |
| 1988 | Silent Assassins                                      | Sara                          |                                             | [ 52 ] |
| 1988 | Witchery                                              | Jane Brooks                   |                                             | [ 55 ] |
| 1989 | Up Your Alley                                         | Vickie Adderly                |                                             | [ 29 ] |
| 1989 | The Chilling                                          | Mary Hampton                  | També coneguda com: Gamma 693               | [ 52 ] |
| 1989 | Aunt Millie's Will                                    | Unknown                       | Curtmetratge                                | [ 52 ] |
| 1989 | W.B., Blue and the Bean                               | Annette Ridgeway              | També coneguda com: Bailout                 | [ 52 ] |
| 1989 | Linda Blair’s How To Get Revenge                      | Ella mateixa                  | Directe a VHS                               | [ 56 ] |
| 1990 | Zapped Again!                                         | Miss Mitchell                 |                                             | [ 57 ] |
| 1990 | Reposseïda                                            | Nancy Aglet                   |                                             | [ 58 ] |
| 1990 | Dead Sleep                                            | Maggie Healey                 |                                             | [ 30 ] |
| 1991 | Bedroom Eyes II                                       | Sophie Stevens                |                                             | [ 59 ] |
| 1991 | Fatal Bond                                            | Leonie Stevens                |                                             | [ 60 ] |
| 1992 | Calendar Girl, Cop, Killer?: The Bambi Bembenek Story | Jane Mder                     | Telefilm                                    | [ 52 ] |
| 1992 | Perry Mason: The Case of the Heartbroken Bride        | Hannah Hawkes                 | Telefilm                                    | [ 52 ] |
| 1993 | Bad Blood                                             | Evie Barners                  | Telefilm                                    | [ 61 ] |
| 1993 | Phone                                                 | Desconegut                    | Curtmetratge                                | [ 52 ] |
| 1994 | Skins                                                 | Maggie Joiner                 |                                             | [ 52 ] |
| 1994 | Double Blast                                          | Claudia                       | Telefilm                                    | [ 52 ] |
| 1995 | Sorceress                                             | Amelia Reynolds               |                                             | [ 62 ] |
| 1996 | Prey of the Jaguar                                    | Cody Johnson                  |                                             | [ 63 ] |
| 1996 | Scream                                                | Reportera                     | Sense acreditar                             | [ 19 ] |
| 1997 | Marina                                                | Marina                        | Curtmetratge                                | [ 52 ] |
| 2003 | Monster Makers                                        | Shelly Stoker                 | Telefilm                                    | [ 52 ] |
| 2005 | Diva Dog: Pit Bull on Wheels                          | Desconegut                    | Curtmetratge                                | [ 52 ] |
| 2005 | Hitters Anonymous                                     | Brenda                        |                                             | [ 52 ] |
| 2006 | All Is Normal                                         | Barbara                       |                                             | [ 52 ] |
| 2006 | The Powder Puff Principle                             | President del Consell Escolar | Curtmetratge                                | [ 64 ] |
| 2009 | IMPS*                                                 | Jamie                         | Filada el 1983                              | [ 65 ] |
| 2012 | An Affair of the Heart                                | Ella mateixa                  | Documental                                  | [ 38 ] |
| 2016 | Surge of Power: Revenge of the Sequel                 | Helen Harris                  |                                             | [ 66 ] |

### Televisió
| Any       | Títol                                    | Papel                    | Notes                                            | Ref.   |
| --------- | ---------------------------------------- | ------------------------ | ------------------------------------------------ | ------ |
| 1968–1969 | Hidden Faces                             | Allyn Jaffe              | Episodis desconeguts                             | [ 67 ] |
| 1974      | What's My Line?                          | Ella mateixa             | Convidada misteriosa                             |        |
| 1982      | Fantasy Island                           | Sarah Jean Rollings      | Episodi:"King Arthur in Mr. Rourke's Court"      | [ 68 ] |
| 1982      | The Love Boat                            | Muffy                    | Episodi: "Isaac Gets Physical"                   | [ 69 ] |
| 1985      | S'ha escrit un crim                      | Jane Pascal              | Episodi: "Murder Takes the Bus"                  | [ 69 ] |
| 1989      | Monsters                                 | La Strega                | Episodi: "La Strega"                             | [ 69 ] |
| 1990      | MacGyver                                 | Jenny Larson             | Episodi: "Jenny's Chance"                        | [ 69 ] |
| 1992      | Married... with Children                 | Ida Mae                  | Episodi: "The Magnificent Seven"                 | [ 69 ] |
| 1994      | Robin's Hood's                           | Carla Patelle            | Episodi: "Old Friends, Dead Ends"                |        |
| 1996      | Renegade                                 | Teddy Rae Thompson       | Episodi: "Self Defense"                          | [ 70 ] |
| 1998      | Psi Factor: Chronicles of the Paranormal | Rebecca Royce            | Episodi: "All Hallow's Eve"                      | [ 69 ] |
| 1999      | Godzilla: The Series                     | Alexandra Springer       | Episodi: "S.C.A.L.E."                            | [ 71 ] |
| 2000      | L.A. 7                                   | Joni Witherspoon         | 9 Episodis                                       | [ 69 ] |
| 2000      | Artistic Differences                     | Joni Witherspoon         | TV special                                       | [ 69 ] |
| 2000–2003 | Hollywood Squares                        | Ella mateixa             | 10 Episodis                                      | [ 69 ] |
| 2001–2006 | Scariest Places on Earth                 | Ella mateixa / Convidada | 41 Episodis                                      | [ 69 ] |
| 2001      | Intimate Portrait                        | Ella mateixa             | 1 Episodi                                        |        |
| 2002      | History's Mysteries                      | Ella mateixa             | 2 Episodis                                       |        |
| 2006      | Supernatural                             | Detective Diana Ballard  | Episodi: "The Usual Suspects"                    | [ 69 ] |
| 2010–2012 | Pit Boss                                 | Ella mateixa             | 12 Episodis                                      | [ 69 ] |
| 2012      | Celebrity Ghost Stories                  | Ella mateixa             | 1 Episodi                                        | [ 69 ] |
| 2013      | Battling Darkness                        | Ella mateixa             | TV documental                                    |        |
| 2014      | RuPaul's Drag Race                       | Ella mateixa             | Episodi: "Scream Queens"                         | [ 69 ] |
| 2018      | Eli Roth's History of Horror             | Ella mateixa             | 1 Episodi                                        |        |
| 2018      | American Rescue Dog Show                 | Ella mateixa             | Jutge convidat                                   |        |
| 2019      | E! True Hollywood Story                  | Ella mateixa             | Episodi: "Horror Movies: Cursed or Coincidence?" |        |
| 2020      | JJ Villard's Fairy Tales                 | Varis                    | Paper de veu; 2 Episodis                         |        |
| 2020      | Cursed Films                             | Ella mateixa             | Episodi: "The Exorcist"                          |        |
| 2022      | The Masked Singer                        | "The Scarecrow"          | 1 Episodi                                        |        |

## Premis i nominacions
| Organització                               | Any  | Trehall(s)     | Categoria                       | Resultat  |
| ------------------------------------------ | ---- | -------------- | ------------------------------- | --------- |
| Premis Oscar                               | 1974 | L'exorcista    | Millor actriu secundària        | Nominat   |
| Premis Globus d'Or                         | 1974 | L'exorcista    | Millor actriu secundària        | Guanyador |
| Premis Globus d'Or                         | 1974 | L'exorcista    | Nova estrella de l’any – Actriu | Nominat   |
| Premi Golden Raspberry                     | 1982 | Hell Night     | Pitjor actriu                   | Nominat   |
| Premi Golden Raspberry                     | 1984 | Chained Heat   | Pitjor actriu                   | Nominat   |
| Premi Golden Raspberry                     | 1985 | Ella mateixa   | Scream Queen                    | Guanyador |
| Premi Golden Raspberry                     | 1986 | Night Patrol   | Pitjor actriu                   | Guanyador |
| Premi Golden Raspberry                     | 1986 | Savage Island  | Pitjor actriu                   | Guanyador |
| Premi Golden Raspberry                     | 1986 | Savage Streets | Pitjor actriu                   | Guanyador |
| Joe Bob Briggs LifeTime Achievement Awards | 1991 | Ella mateixa   | Horror                          | Guanyador |

## Obres citades
- Lee, Jason. «The Devil You Don't Know?: The rise and fall and rise of Linda Blair». A: Childhood and Celebrity.  Taylor & Francis, 2017. ISBN 978-1-317-51895-2.
- Walters, Suzanna Danuta. «The (R)evolution of Women-In-Prison Films». A: Reel Knockouts: Violent Women in Film.  University of Texas Press, 2010, p. 104–123. ISBN 978-0-292-77837-5.
- Levine, Elana. Wallowing in Sex: The New Sexual Culture of 1970s American Television.  Duke University Press, 2007. ISBN 978-0-822-33919-9.
- Weldon, Michael. The Psychotronic Video Guide to Film.  Macmillan, 1996. ISBN 978-0-312-13149-4.
- The Encyclopedia of Fantastic Film: Ali Baba to Zombies.  Hal Leonard Corporation, 2000. ISBN 978-1-557-83269-6.